# Orchard Lake Village
Orchard Lake Village é uma cidade localizada no estado americano de Michigan, no Condado de Oakland.

## Demografia
Segundo o censo americano de 2000, a sua população era de 2215 habitantes.
Em 2006, foi estimada uma população de 2229, um aumento de 14 (0.6%).

## Geografia
De acordo com o United States Census Bureau tem uma área de 10,6 km², dos quais 6,7 km² cobertos por terra e 3,9 km² cobertos por água.

## Localidades na vizinhança
O diagrama seguinte representa as localidades num raio de 12 km ao redor de Orchard Lake Village.